# Kamal
Камаль (Мартин Энгельс, Martin Engels, родился 18 апреля 1956 года в Билефельде, Германия) — немецкий музыкант и звукорежиссёр. Музыку изучал в Дюссельдорфе, позже работал в государственном театре Билефельда. По образованию — классический гитарист, с ранних 80-х начал экспериментировать с синтезаторами и секвенсорами. Работал также звукорежиссёром в Государственном театре в Билефельде.
В 1982 принял санньясу в ашраме Ошо в Пуне и взял себе имя Камаль.
Сочинять музыку стал с 1985 года. Продано свыше полумиллиона его альбомов.
Женат. Жену зовут Гата (Ghata).
В настоящее время проживает в Байрон Бэй (Byron Bay), Австралия.

## Дискография
- Silhouette (1987)
- Blue Down (1989)
- Classics for Love (1991)
- Mysterious Traveller (1992)
- Osho Chakra Breathing (1993)
- Quiet Earth — Dusk (1993)
- Collection (1993)
- Into Silence (1993, 2004 переиздание)
- In Wonder (1994)
- Mistral (1994)
- Shadow of the Pines (1994)
- Reiki (1995)
- Papillon (1997)
- Shamanic Healing (1999)
- Mystery Road (2000)
- Reiki Whale Songs (2001)
- Reiki Whale Dreaming (2005)
- Whale Meditation (2008)
- Quiet Earth (2008)
- Zen Mama (2010)
- Reiki Healing Mind (2010)